# Чено (река)
Че́но (итал. Ceno) — река в Италии, левый приток Таро, протекает по территории провинции Парма в регионе Эмилия-Романья. Длина реки составляет 63 км. Площадь водосборного бассейна — 540 км². Средний расход воды в устье с 1991 по 2011 года — 11,6 м³/с.
Чено начинается на склонах горы Пенна в Лигурийских Апеннинах. От истока течёт преимущественно на северо-восток, в низовье — на восток. Впадает в Таро напротив Форново-ди-Таро.